# 友和道通航空
友和道通航空公司（ゆうわどうつうこうくう、英語: Uni-Top Airlines）は、中華人民共和国の貨物航空会社である。英語表記のUni-top Airlinesから、ユニトップエアラインズもしくはユニ・トップエアラインズと転写される場合もある。

## 沿革
- 2008年4月 設立[1]
- 2011年 運航開始[4]
- 2016年9月6日: 深圳-大阪/関西線の運航を開始[5]。
- 2019年11月 全便運航停止[6]

## 就航地
中国
武漢、深圳、寧波
 インド
ムンバイ、デリー
 バングラデシュ
ダッカ
 キルギス
ビシュケク
 マレーシア
クアラルンプール
 日本
大阪/関西
2017年1月現在。

## 保有機材

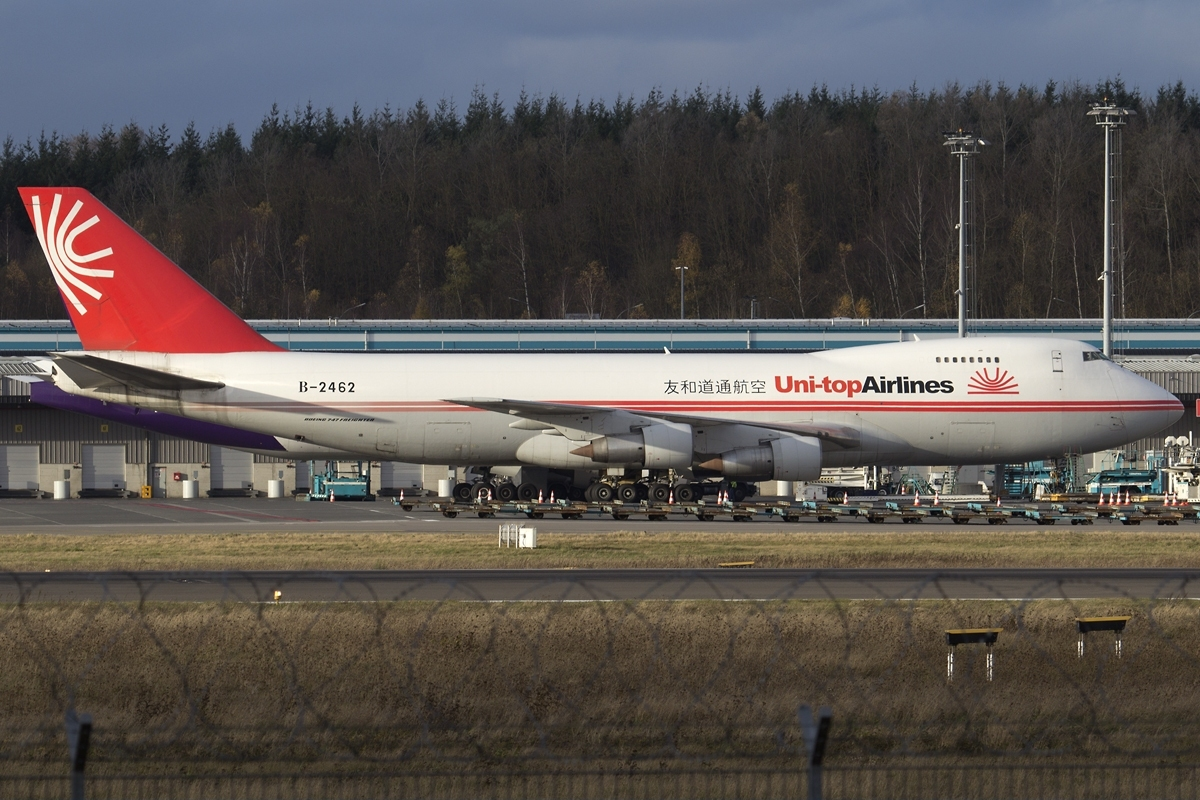
ボーイング747-200F型機

- ボーイング747-200F型機 : 3機
- エアバスA300-600F型機 : 7機

2017年1月現在